# Caroline Bemba
Caroline Bemba Wale, née le 10 juin 1965 à Gemena, est une femme politique, députée de la république démocratique du Congo. Elle a été élue en novembre 2011 députée nationale dans la circonscription de Gemena dans la province de l'Équateur, puis réélue en décembre 2018 dans la circonscription de Gemena ville dans la province du Sud-Ubangi. Elle est membre du parti Mouvement de libération du Congo (MLC).

## Biographie
Caroline Bemba est la fille de l'homme d'affaires Jeannot Bemba Saolona et la sœur de Jean-Pierre Bemba, homme politique et ancien vice-président congolais, et de Françoise Bemba, sénatrice.
Elle est mariée à Jean Bamanisa Saïdi, ancien gouverneur de la province orientale et de la province de l'Ituri et homme d'affaires congolais. 

### Carrière politique
Le 28 novembre 2011, Caroline Bemba est élue députée nationale de la circonscription de Gemena dans la province de l'Équateur lors des élections législatives du 28 novembre 2011 en république démocratique du Congo.
En décembre 2018, elle est réélue députée nationale dans la circonscription de Gemena ville, dans la province du Sud-Ubangi, lors des élections législatives du 30 décembre 2018 en République démocratique du Congo.